# Георгиос Димитриу
Георгиос Димитриу (на гръцки: Γεώργιος Δημητρίου, Κοτρώνης) е гръцки революционер, участник в Гръцката война за независимост.

## Биография
Георгиос Димитриу е роден в халкидическата македонска паланка Йерисос, тогава в Османската империя. При избухването на Гръцкото въстание взима участие в сраженията на Халкидическия полуостров в Мадемохория и обсадата на Касандрия. Участва в Негушкото въстание и битката при Комботи. След потушаването на въстанието в Македония в 1822 година, бяга в Южна Гърция и участва в защитата на Месолонги. Сражава се при Трикери, Скиатос и Врисаки на Евбея. През 1828 година е в хилядната на Анастасиос Каратасос. По-късно е в батальона на Апостолос Василиу.